# Emily Swallow
Emily Swallow (Washington D.C., 18 december 1979) is een Amerikaanse actrice.

## Biografie
Swallow werd geboren en groeide op in Washington D.C. en groeide op in Virginia en Jacksonville (Florida) waar zij de high school doorliep aan de Stanton College Preparatory School. Hier begon zij met acteren op het schooltoneel en lokale theaters. Swallow studeerde in 2001 af met een bachelor of arts in Midden Oosten Studies aan de Universiteit van Virginia in Charlottesville. Hierna studeerde zij af met een master of fine arts aan de toneelschool van de New York-universiteit in New York. Zij speelde eenmaal op Broadway, in 2006 speelde zij de rol van Charlie en Marie LaSalle in de musical High Fidelity.
Swallow begon in 2006 met acteren voor televisie in de televisieserie Guiding Light, waarna zij nog meerdere rollen speelde in televisieseries en films.

## Filmografie

### Films
Uitgezonderd korte films.
- 2020 Haunting of the Mary Celeste - als Rachel
- 2010 The Odds - als Becca Facelli
- 2008 The Lucky Ones - als Brandi

### Televisieseries
Uitgezonderd eenmalige gastrollen.
- 2019-2023 The Mandalorian - als The Armorer - 9 afl.
- 2017-2021 Castlevania - als Lisa Tepes - 22 afl.
- 2019-2021 SEAL Team - als Natalie Pierce - 15 afl.
- 2015-2020 Supernatural - als Amara - 12 afl.
- 2016 Adoptable - als Lisa Crane - 6 afl.
- 2016 How to Get Away with Murder - als Lisa Cameron - 3 afl.
- 2015 Girlfriends' Guide to Divorce - als Carla - 2 afl.
- 2013-2014 The Mentalist - als Kim Fischer - 14 afl.
- 2013 Monday Mornings - als dr. Michelle Robidaux - 10 afl.
- 2011 Ringer - als rechercheur Elizabeth Saldana - 3 afl.
- 2009-2010 Southland - als Dina Clarke - 5 afl.

### Computerspellen
- 2020 The Last of Us Part II - als Emily
- 2015 The Order: 1886 - als diverse stemmen

- Library of Congress Control Number: n2014070639
- Virtual International Authority File: 312787035
- WorldCat: E39PBJyxq6c4F7tp7T8wxw3YT3